# Peter Ludwig Hertel
Peter Ludwig Hertel (* 21. April 1817 in Berlin; † 13. Juni 1899 ebenda) war ein deutscher Komponist, der bei der Hofoper in Berlin angestellt war. Er komponierte zahlreiche Ballettmusiken zu Werken des überwiegend in Berlin wirkenden Choreographen Paul Taglioni:

## Werke
- Satanella oder Metamorphosen (Phantastisches Ballet in 3 Akten und 4 Bildern; Ch: Paul Taglioni), UA: Berlin, 28. April 1852 [Musik gemeinsam mit Cesare Pugni ]
- Die lustigen Musquetiere (Komisches Ballet in Einem Aufzuge (später in 3 Akten); Ch: Paul Taglioni), UA: Berlin, 25. November 1852
- Ballanda, oder Der Raub der Proserpina (Ballet in 4 Akten und 9 Bildern; Ch: Paul Taglioni), UA: Berlin, 24. März 1855
- Morgano (Phantastisches Ballet in 3 Akten und einem Vorspiel; Ch: Paul Taglioni), UA: Berlin, 25. Mai 1857
- Schlesisches Divertissement (Bauernhochzeit; Ch: Paul Taglioni), UA: Berlin, 6. Februar 1858
- Die Abenteuer von Flick und Flock (Komisches Zauberballet in 3 Akten und 6 Bildern), UA: Berlin, 20. September 1858
- Ellinor oder Träumen und Erwachen (Phantastisches Ballet in 3 Akten und 6 Bildern; Ch: Paul Taglioni), UA: Berlin 19. Februar 1861
- Electra oder die Sterne (Phantastisches Ballet in 3 Akten und 7 Bildern; Ch: P. Taglioni), UA: Berlin 15. November 1862
- Das schlecht bewachte Mädchen 'La Fille mal gardée'  (Pantomimisches komisches Ballet in 2 Abteilungen und 4 Bildern; Ch: François Michel Hoguet nach Jean Dauberval, UA: Berlin, 12. August 1818; Neueinrichtung 1864 durch Paul Taglioni), UA der Neufassung (Musik: Hertel): Berlin, 1864.
- Sardanapal (Großes historisches Ballet in 4 Akten und 7 Bildern; Ch: Paul Taglioni), UA: Berlin, 24. April 1865
- Don Parasol (Phantastisches Ballet in 3 Akten und 5 Bildern; Ch: Paul Taglioni), UA: Berlin, 8. Januar 1868
- Fantasca (Großes Zauberballet in 4 Akten und 1 Vorspiel; Ch: Paul Taglioni), UA: Berlin, 30. März 1869
- Militaria (Ballet in 4 Bildern und szenischem Prolog; Ch: Paul Taglioni), UA: Berlin, 27. April 1872
- Madeleine (Pantomimisches Ballet in 4 Akten und 9 Bildern; Ch: Paul Taglioni), UA: Berlin, 13. März 1876
- Lamea, die Favoritin desRajah (Divertissement mit Gesang; Ch: Paul Taglioni), UA: Berlin, 12. November 1877 [Musik gemeinsam mit Léo Delibes ]
- Ein glückliches Ereignis (Ballettdivertissement in 2 Akten und 3 Bildern; Ch: Paul Taglioni), UA: Berlin, 25. August 1878
- Niederländische Bilder (Ballettdivertissement in 2 Szene; Ch: Paul Taglioni), UA: Berlin, 31. Mai 1882

## Rezeption
Zu dem von Hertel komponierten Feuerwehr Galopp wurden auch Texte gedichtet, die sich im 19. Jahrhundert in Berlin zum Gassenhauer entwickelten. Eine bekannte Version beginnt mit den Worten Lampenputzer ist mein Vater am Berliner Staatstheater. Das Stück wurde u. a. von Edith Hancke und Alexander Flessburg interpretiert. Wegen diesem Hintergrund ist Hertels Komposition auch als Lampenputzer-Galopp bekannt.